# Buškovský mlýn
Buškovský mlýn stojí pod hrází Buškovského rybníka na silničce na Střehom. 

## Historie
Buškovský mlýn je poprvé připomínán v gruntovní knize z roku 1580, kdy jej mlynář Adam Mlejnek prodal kosteckému úředníkovi. V roce 2018 je využíván jako rekreační objekt.

## Galerie

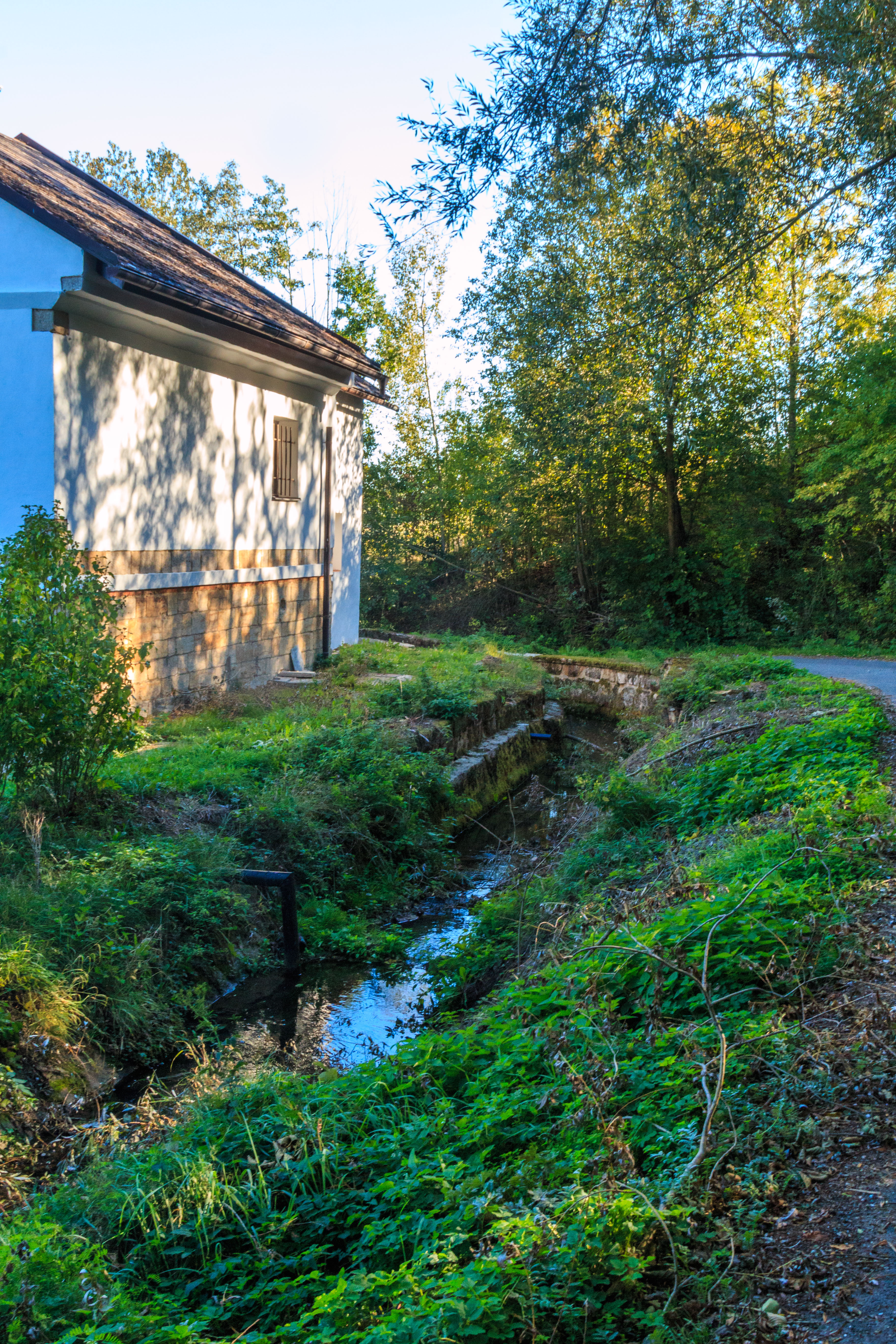
Buškovský mlýn – náhon
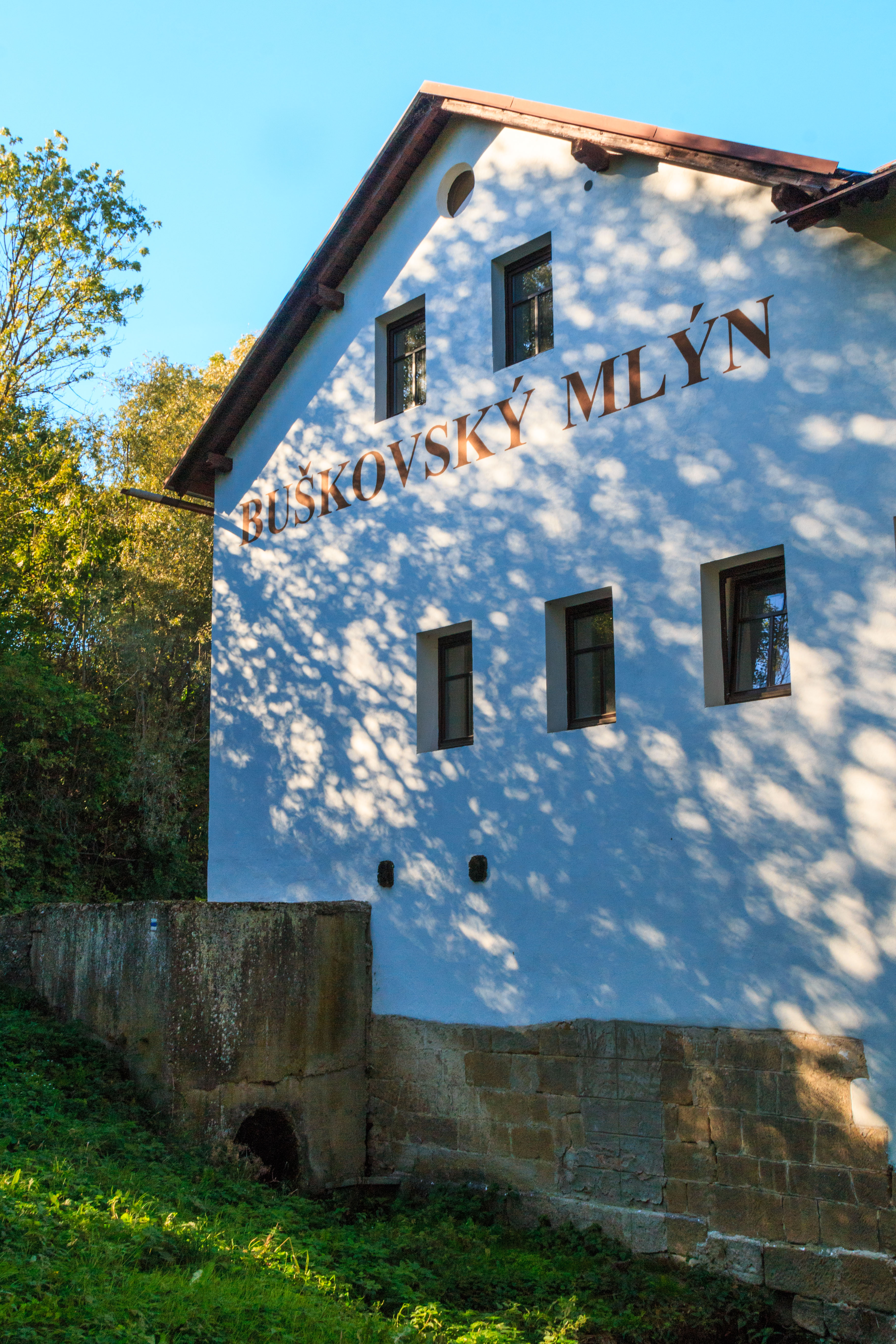
Buškovský mlýn